# Paul von Eltz-Rübenach
Paul Freiherr von Eltz-Rübenach (ur. 9 lutego 1875 w Wahn am Rhein, zm. 25 sierpnia 1943 w Linz am Rhein) – niemiecki polityk i arystokrata, baron, minister poczty (1932–1937) i minister transportu (1932–1937), zdymisjonowany za sprzeciw wobec antykatolickich działań nazistów.

## Życiorys
Urodził się w średniowiecznym pałacu w Wahn, od 1820 należącym do rodziny Eltz-Rübenach. Był synem emerytowanego kapitana i właściciela ordynacji rodowej barona Cuno von Eltz-Rübenacha i jego żony hrabiny Hugoliny von Eltz. Uczył się w humanistycznym gimnazjum w Siegburgu, w którym w 1894 roku zdał maturę, studiował budowę maszyn na politechnikach w Akwizgranie i Berlinie-Charlottenburgu. Po rocznej praktyce w kolejowych warsztatach podległych dyrekcji kolei w Kolonii, od 1903 roku kształcił się na budowniczego rządowego w dyrekcji kolei w Münsterze. Od 1909 roku był zatrudniony w dyrekcji generalnej kolei w Berlinie. Od 1911 do 1914 pracował jako doradca techniczny w niemieckim konsulacie generalnym w Nowym Jorku.
Podczas I wojny światowej, najpierw, na przełomie 1916 i 1917 r. reorganizował bułgarskie koleje, a od 1917 roku pracował w sztabie kolei frontowych.
Po wojnie zaangażował się w rozwój kolei i transportu. W lipcu 1924 został mianowany prezydentem dyrekcji Kolei Rzeszy w Karlsruhe. W dniu 1 czerwca 1932 roku został powołany przez Franza von Papena na ministra transportu i poczty. Piastował to stanowisko również w rządzie Kurta von Schleichera i po przejęciu władzy przez nazistów.
Ze względu na swoje katolickie przekonania zachowywał dystans do NSDAP i jej przywódców. Gdy na posiedzeniu rządu w dniu 30 stycznia 1937 skrytykował nadużycia władz wobec Kościoła katolickiego, a następnie oddał Złotą odznakę NSDAP, został zdymisjonowany i później był inwigilowany przez gestapo. Na krótko odebrano mu emeryturę, gdy jego żona odmówiła przyjęcia Krzyża Matki.